# 1684
1684 (MDCLXXXIV) var ett skottår som började en söndag i den gregorianska kalendern och ett skottår som började en tisdag i den julianska kalendern.

## Händelser

### Maj
- 27 maj – Kina annekterar Formosa.[1]

### Okänt datum
- Det svenska riksskattmästarämbetet avskaffas efter Sten Nilsson Bielkes död.
- Erik Dahlbergh gör en generalplan för Göteborgs befästningar.
- Fortifikationskaptenen Gerhard von Buhrman färdigställer en detaljerad karta över Skåne.
- En kommission tillsätts för att spåra upp den svenska krigskassa, som man blev av med i Loshultskuppen 1676. Göingebönderna håller emellertid varandra om ryggen och kommissionen får endast begränsat resultat.
- Den danska kyrkoseden att läsa latinska likpsalmer vid begravningar avskaffas genom Lundabiskopen Canutus Hahns ingripande. Hahn inför också skärpta kyrkotuktsbestämmelser för att upprätthålla katekesförhören och kyrkobesöken.
- För att fullborda försvenskningen av Skåne börjar dansktalande lärare avskedas från skånska skolor.
- Ett antal kalvinister åtalas för sin religionsutövning i Stockholm. Myndigheterna försöker få bukt med de reformerta genom olika ingripanden seklet ut.
- Den svenske kunglige sekreteraren, rikshistoriografen och historieprofessorn vid Uppsala universitet Claudius Arvidsson Arrhenius adlas.
- Maison royale de Saint-Louis, Frankrikes första sekulära skola för flickor, grundas.

## Födda
- 15 april – Katarina I av Ryssland, Rysslands kejsarinna 1718–1727.
- 12 juli – Ulrik, svensk prins, son till Karl XI och Ulrika Eleonora av Danmark.
- 10 oktober – Antoine Watteau, fransk målare.
- 3 december – Thure Gabriel Bielke, svensk militär, diplomat och politiker; riksråd.
- 9 december – Abraham Vater, tysk anatom och botaniker.
- Celia Grillo Borromeo, italiensk matematiker.
- Sophia av Sachsen-Weissenfels, markgrevinna av Brandenburg-Ansbach.

## Avlidna
- 26 mars – Gustaf Rosenhane, svensk friherre och jurist.
- 26 juli – Elena Cornaro Piscopia, italiensk matematiker.
- 1 oktober – Pierre Corneille, fransk författare.
- 8 september – Sten Nilsson Bielke, svensk amiral och riksråd, riksskattmästare sedan 1672.
- 11 september – Konrad Gyllenstierna, svensk friherre och landshövding.

### Fotnoter
1. ↑  World Statesmen (läst 3 april 2011)